# Voussoir

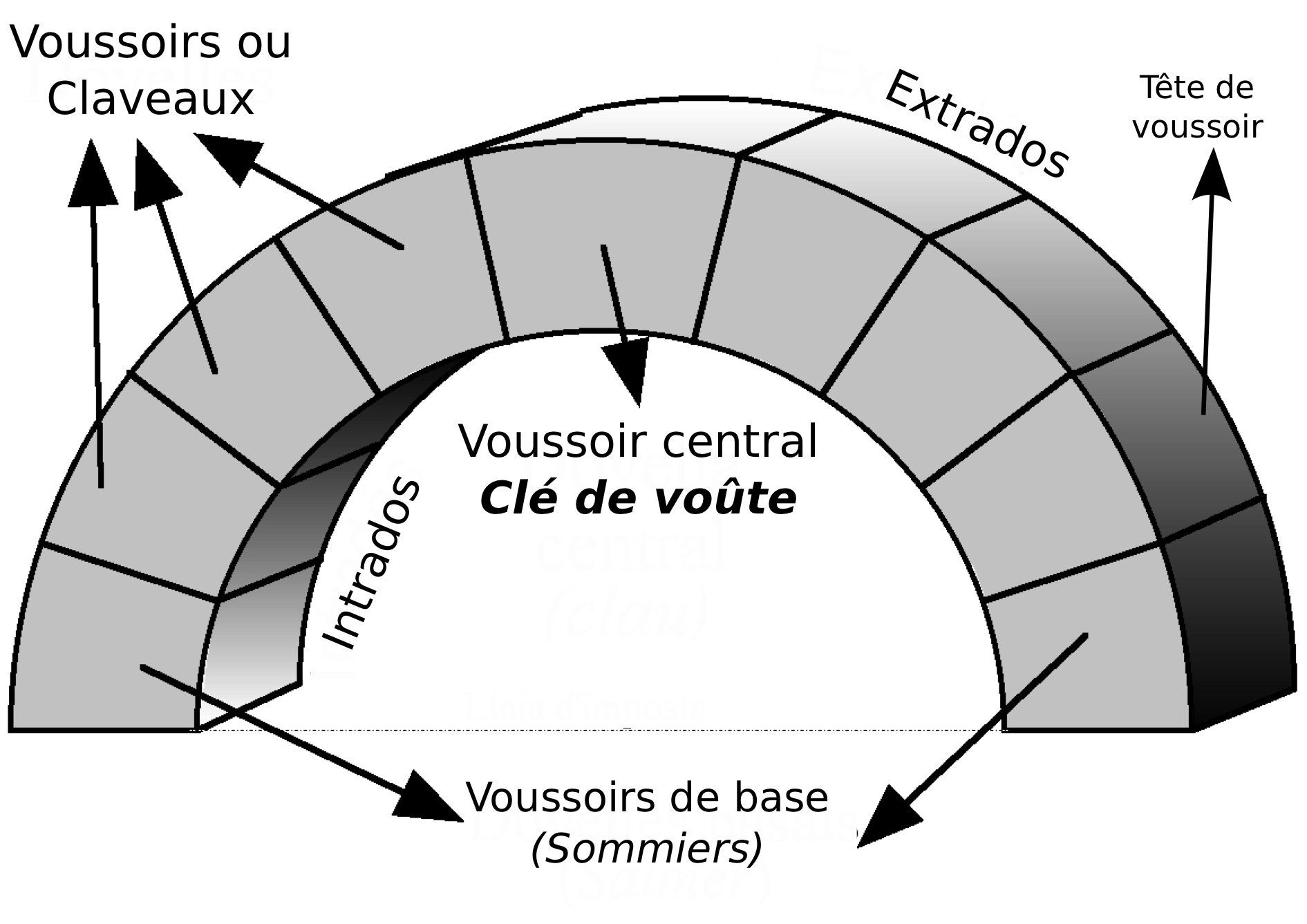
Parties d'un arc en plein cintre.

Un voussoir est une pierre de taille en forme de coin (ou de pyramide tronquée) formant l'appareillage d'un arc, ou le cintre d'une voûte ou d'une arcade.
Aujourd'hui, on emploie ce terme comme synonyme de claveau (synonyme déjà utilisé au XIIIe siècle par Villard de Honnecourt, dans son Carnet, mais les siècles suivants ont privilégié le distinguo), alors qu'anciennement, le claveau ne faisait partie que de l'arc ou de la plate-bande, et le voussoir de la voûte, comme le confirme leur étymologie.
Les voussoirs sont aujourd'hui, le plus souvent, des éléments de voûte en béton préfabriqués de façon industrielle.

## Caractéristiques
On distingue :

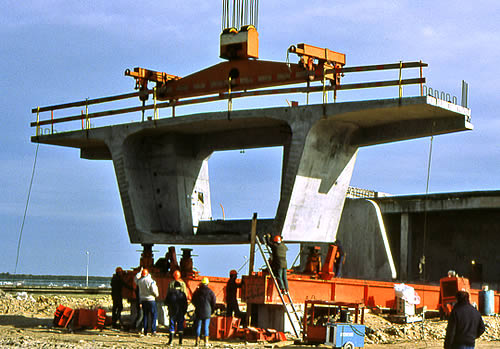
Voussoir du pont de l'île de Ré.

- voussoir extradossé : voussoir dont la tête est de niveau et qui forme l'extrados de la voûte ;
- voussoir à branche : voussoir qui a deux branches en fourche pour faire liaison avec le pendentif d'une voûte d'arête ;
- voussoir à crossette : voussoir dont la partie supérieure fait un angle pour se raccorder avec une assise de niveau.

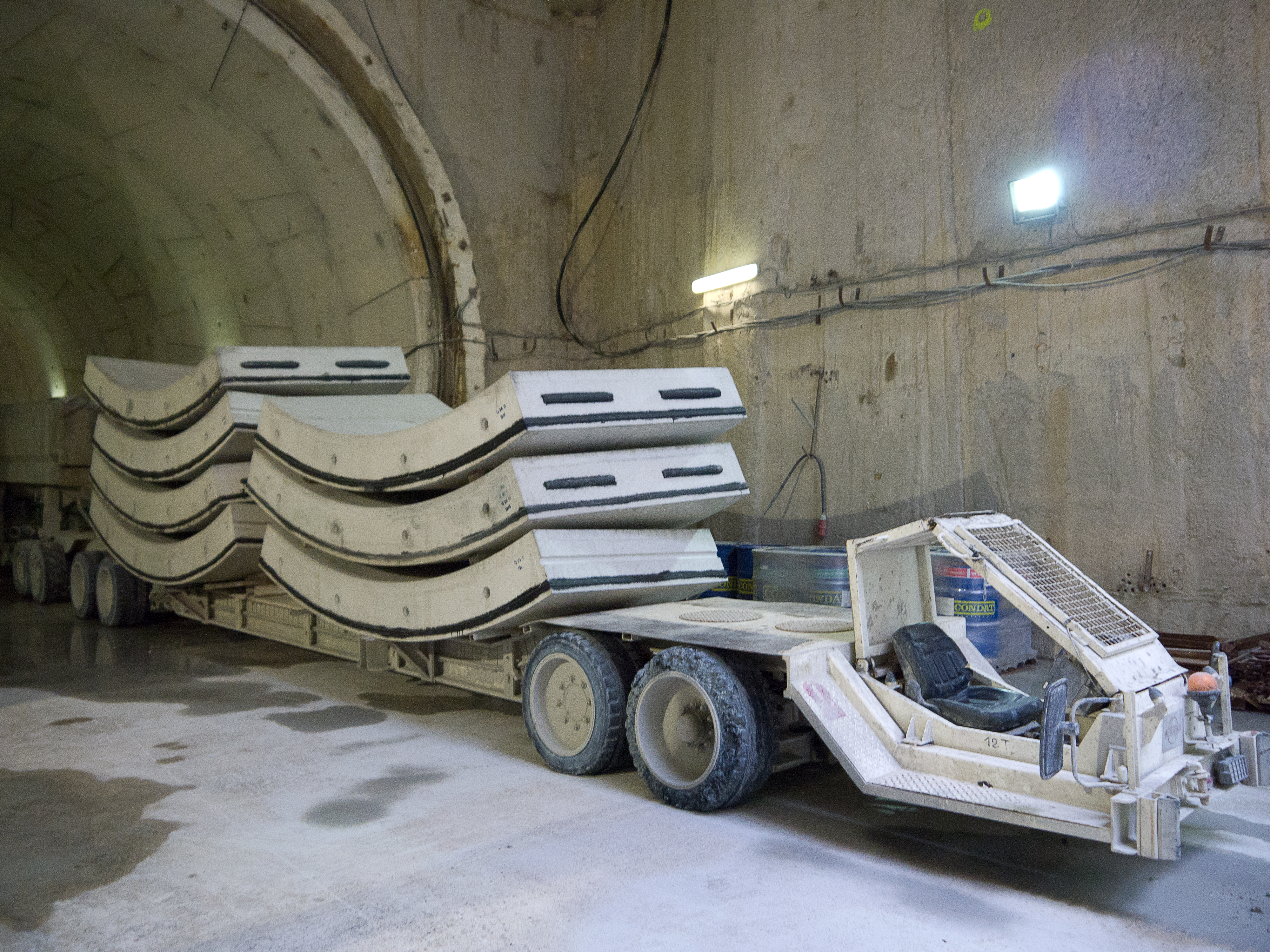
Voussoirs en béton transportés dans un tunnel de métro sur un camion surbaissé.

De façon plus contemporaine, les voussoirs sont constitués en béton armé. Préfabriqués puis assemblés sur l'ouvrage d'art, ils forment les voûtes des tunnels ou des arcades des ponts et viaducs.

## Voussoirs de grands tunnels
La réalisation des grands tunnels creusés par des tunneliers exige la production d'un grand nombre de voussoirs semblables ; elle peut être industrialisée dans des usines de préfabrication. Chaque tunnel étant particulier, des moules adaptés sont construits sur mesure. Une usine temporaire (deux à trois ans) peut être construite sur le chantier de réalisation de l'ouvrage, l'essentiel des matériaux nécessaires au béton étant généralement disponible dans un rayon de proximité raisonnable. L'usine est ensuite démontée.